# Kakenya Ntaiya
Kakenya Ntaiya (née en 1978) est une éducatrice, féministe et militante kényane.
Elle est la fondatrice et présidente du Kakenya Center for Excellence, un internat primaire pour les filles du village Maassaï d'Enoosaen. La première promotion, de 32 élèves, commence en mai 2009. Le centre exige des parents qu'ils ne soumettent pas leurs filles inscrites à une mutilation génitale ni au mariage forcé,.

## Enfance et éducation
Ntaiya est l'aînée de huit enfants. Selon la tradition Maasaï, elle est censée être fiancée à l'âge de cinq ans, se faire exciser adolescente, puis quitter l'école pour se marier. Au lieu de cela, elle négocie avec son père et ils parviennent à un accord : elle accepte d'être excisée uniquement si son père l'autorise à continuer ses études et terminer le lycée.
Sa mère, qui l'encourage à continuer l'école, fait appel à une infirmière après l'excision pour faire en sorte qu'elle se rétablisse plus vite et puisse retourner à l'école.
Bien qu'elle reçoive une bourse pour aller continuer ses études au Randolph-Macon Women's College en Virginie, elle avait besoin de réunir l'argent pour le transport. Elle arrive à convaincre les anciens du village de la laisser partir et de financer son billet d'avion. Elle leur promet en échange de revenir pour aider sa communauté. Après son bachelor obtenu en 2004, elle devient conseillère pour la jeunesse au Fonds des Nations unies pour la population. Elle obtient un doctorat de l'Université de Pittsburg en 2011, où elle reçoit le Sheth International Young Alumni Achievement Award.

## Récompenses
Entre autres, Ntaiya obtient les prix suivants :
- Vital Voices Global Leadership Award (2011)
- CNN Top Ten Hero of the Year (2013)[11]
- Global Women's Rights Award de la Feminist Majority Foundation (2013)[12]